# Sirkeci
Sirkeci é um bairro de Istambul, Turquia, que faz parte do distrito de Fatih. Era parte do distrito de Eminönü até este ser extinto e situa-se ao lado da área da cidade com este nome, a oeste da Ponte de Gálata, na margem sul do Corno de Ouro. O nome está muito ligado à Estação de Sirkeci, o terminal ferroviário mais a sudeste da Europa e estação final do Expresso do Oriente.
Quase toda a atividade do bairro está orientada para o turismo: predominam as pequenas lojas, hans (lojas maiores), agências de viagens, hotéis boutique, restaurantes tradicionais (e outros nem tanto), livrarias com livros turcos e estrangeiros e alguns monumentos. O bairro ocupa o fundo e parte da encosta da colina onde se ergue o Palácio de Topkapı, não longe portanto da Basílica de Santa Sofia e de Sultanahmet. No período bizantino a área era conhecida em grego como Phosphòrion.

## Transportes
Além de dar fama internacional ao bairro devido ao Expresso do Oriente, a estação de Sirkeci ainda é um nó ferroviário muito importante em Istambul, tanto para o para os percursos de longa distância e internacionais como para os linhas urbanas. A estação é o terminal da rede ferroviária europeia e é onde convergem as linhas provenientes de Bucareste, na Roménia, que liga com a Europa de Leste e Ocidental, e a linha proveniente de Salónica, na Grécia. A estação é também o terminal da linha de Istambul-Halkalı, que percorre a costa do Mar de Mármara. O Marmaray, o túnel ferroviário submarino em construção sob o Bósforo, vai igualmente servir a área de Sirkeci, ligando-a diretamente à rede ferroviária asiática.